# Мессалина из Фолиньо
Мессалина (235, Фолиньо — 23 января 249 года, Фолиньо) — святая дева, мученица умбрийская. День памяти — 23 января.
Рождённая в благородной семье, святая Мессалина была ученицей святого Фелициана, епископа Фолиньо. Во времена гонения на христиан при императоре Деции св. Фелициан был схвачен и брошен в тюрьму. Св. Мессалина не отреклась от веры и не оставила своего учителя: она каждый день носила ему пищу. Св. Мессалина также была схвачена и умучена за день до своего учителя, 23 января 249 года.